# Giuseppe Gioachino Belli
Pour les articles homonymes, voir Belli.
Giuseppe Gioachino Belli (Rome, 7 septembre 1791 – 21 décembre 1863) est un poète italien du XIXe siècle. Il est l'un des protagonistes de ABBA ABBA, roman publié par Anthony Burgess en 1977.

## Biographie
Giuseppe Gioachino Belli est le fils d'un comptable de riches familles romaines, et sera lui-même comptable, menant une carrière honorable dans l'administration pontificale, Rome fait partie à l’époque des États pontificaux. Responsable de la censure artistique en 1850, il fit interdire la diffusion des œuvres de William Shakespeare en Italie.
Son œuvre se divise en deux parties :
- En italien, il accumule depuis l'âge de 15 ans toutes sortes de compositions, en particulier des adaptations de textes sacrés.
- En dialecte du bas peuple romain (le romanesco), il débutera à 36 ans une importante production de sonnets : plus de 2 200 au total.

C'est en découvrant grâce à un ami l'œuvre de Carlo Porta (Milanais qui écrivit également des sonnets en dialecte milanais) qu'il entame cet énorme labeur en 1830. Les sonnets ne connaissent qu'une diffusion orale (Belli se refusant à faire publier cette partie de son œuvre) pour deux raisons : primo, il préfère rester discret car on retrouve dans ses pièces l'écho du mécontement du peuple ; secundo, car le romanesco ne possède pas la même qualité de dialecte que d'autres dialectes italiens comme le vénitien de Gozzi ou le milanais de Porta.
De son vivant, les 2279 Sonnets, que Giuseppe Gioachino Belli a signés d’un 996 en transposant les initiales de son nom, étaient pratiquement inconnus. Son œuvre a été découverte et promue par de grands écrivains, tels Gogol ou Sainte-Beuve, et a ensuite été traduite dans de nombreuses langues européennes.
L'œuvre au volume impressionnant excelle à travers la diversité thématique et la qualité formelle des vers. Belli a tracé une histoire complète, culturelle et morale de son temps, dans une langue puissamment évocatrice.

## Œuvres
Tous les Sonnets ont été édités par G. Vigolo : Sonetti, Milano, Mondadori ("i Meridiani"), 1978.

Une édition critique est annoncée, par Lucio Felici et Pietro Gibellini, depuis des années ; les Sonnets en romanesco ont été publiés par M. Teodonio, Rome, Newton-Compton, 1998. 
Traductions françaises
Quelques traductions françaises existent (Francis Darbousset, ou encore Jean-Charles Vegliante), mais elles ont surtout paru dans des revues ou en ligne.
- Sonnets romains, trad. de Francis Darbousset, Paris, G. Chambelland, « Poésie-club », 1973, 117 p.
- Un exemple de cette poésie satirique :   "Je suis souffleur de verre, oui, souffleur, je suis un rien, une bille, un couillon :     mais la raison, je la connais par cœur      comme n’importe qui qu’entend raison."   Le choix d'un pape, trad. J.-Ch. Vegliante

## Sources
- (it) Cet article est partiellement ou en totalité issu de l’article de Wikipédia en italien intitulé « Giuseppe Gioachino Belli » (voir la liste des auteurs).